# جولیان داربی
جولیان داربی (انگلیسی: Julian Darby؛ زادهٔ ۳ اکتبر ۱۹۶۷) بازیکن فوتبال اهل بریتانیا است.
از باشگاه‌هایی که در آن بازی کرده‌است می‌توان به باشگاه فوتبال وست برومویچ آلبیون، باشگاه فوتبال پرستون نورث اند، باشگاه فوتبال روترهام یونایتد، باشگاه فوتبال بولتون واندررز، باشگاه فوتبال کارلایل یونایتد، و باشگاه فوتبال کاونتری سیتی اشاره کرد.